# A-1 Pictures
A-1 Pictures Inc. (株式会社A-1 Pictures Kabushiki-gaisha Ē Wan Pikuchāzu?) es un estudio de animación japonés fundado por el exproductor de Sunrise Mikihiro Iwata. Es una empresa subsidiaria de Aniplex, empresa de producción de anime de Sony.
Es conocida por haber producido conocidos títulos como Sword Art Online, Fairy Tail, Ao no Exorcist, Magi, Shigatsu wa Kimi no Uso, Saenai Heroine no Sodatekata, Boku Dake ga Inai Machi, Blend S, Kaguya-sama wa Kokurasetai: Tensai-tachi no Ren'ai Zunōsen, Nanatsu no Taizai, Lycoris Recoil, entre muchos otros.

## Historia
El 9 de mayo de 2005, Aniplex estableció una nueva empresa con el objetivo de centralizar y estabilizar la distribución de contenido de anime dentro del grupo Sony. Su misión era garantizar la calidad y estabilidad en la provisión de contenido de anime. El primer presidente de la empresa fue Nariyoshi Takeuchi, quien también era el presidente de Aniplex en ese momento.
El nombre de la empresa proviene de tres palabras clave: "Aniplex", "Animation" y "Asagaya", reflejando su objetivo de convertirse en el líder de la industria de la animación.
En 2006, la empresa comenzó su producción como contratista principal con Zenmai Zamurai, una colaboración con Noside, y en octubre de ese año, estableció su sede y estudio en Asagaya, Suginami, Tokio. A partir de 2007, comenzó a producir de forma independiente como contratista principal con el anime Ōkiku Furikabutte. En 2012, comenzó a operar su estudio en Koenji.
El estudio también ha ampliado su presencia internacional, participó en la convención internacional Anime Expo 2007, que se celebró en Long Beach, California, donde tuvieron su propio panel.
El 1 de abril de 2018, el estudio de Koenji fue renombrado como CloverWorks y se transformó en una marca. Posteriormente, el 1 de octubre de 2018, la marca se separó como una subsidiaria de Aniplex a través de una escisión corporativa. En noviembre de 2022, tras la salida del presidente de A-1 Pictures, Akira Shimizu, presidente de CloverWorks, asumió el cargo de presidente de A-1 Pictures.
El 17 de junio de 2024, se anunció que la empresa había adquirido el negocio de planificación y producción de anime de 3Hz, reforzando su capacidad de producción.
El 1 de julio de 2025, la compañía anunció la creación de un nuevo sello interno, Psyde Kick Studio.

## Obras

### Series de televisión
| Año  | Título                                                       | Director(es)                   | Fecha de primera transmisión | Fecha de última transmisión | Eps. | Notas                                                                                                | Refs.                |
| ---- | ------------------------------------------------------------ | ------------------------------ | ---------------------------- | --------------------------- | ---- | --- | -------------------- |
| 2006 | Zenmai Zamurai                                               | Tetsuo Yasumi                  | 3 de abril de 2006           | 6 de febrero de 2009        | 215  | Historia original. Coproducción junto a Noside.                                                      | [ 7 ]                |
| 2007 | Robby to Kerobby                                             | Yū Kō                          | 1 de abril de 2007           | 30 de marzo de 2008         | 52   | Historia original.                                                                                   |                      |
| 2007 | Ōkiku Furikabutte                                            | Tsutomu Mizushima              | 12 de abril de 2007          | 28 de septiembre de 2007    | 25   | Adaptación del manga escrito e ilustrado por Asa Higuchi.                                            | [ 8 ]                |
| 2008 | Persona: Trinity Soul                                        | Atsushi Matsumoto              | 5 de enero de 2008           | 28 de junio de 2008         | 26   | Historia original.                                                                                   |                      |
| 2008 | Tetsuwan Birdy Decode                                        | Kazuki Akane                   | 4 de julio de 2008           | 29 de septiembre de 2008    | 13   | Adaptación del manga escrito e ilustrado por Masami Yūki.                                            |                      |
| 2008 | Kuroshitsuji                                                 | Toshiya Shinohara              | 2 de octubre de 2008         | 27 de marzo de 2009         | 24   | Adaptación del manga escrito e ilustrado por Yana Toboso.                                            |                      |
| 2008 | Kannagi                                                      | Yutaka Yamamoto                | 4 de octubre de 2008         | 27 de diciembre de 2008     | 13   | Adaptación del manga escrito e ilustrado por Eri Takenashi.                                          |                      |
| 2008 | Zettai Yareru Greece Shinwa                                  | Takeshi Ushigusa               | 4 de octubre de 2008         | 27 de diciembre de 2008     | 13   | Historia original.                                                                                   |                      |
| 2009 | Tetsuwan Birdy Decode:02                                     | Kazuki Akane                   | 9 de enero de 2009           | 28 de mayo de 2009          | 12   | Secuela de Tetsuwan Birdy Decode                                                                     |                      |
| 2009 | Senjou no Valkyria                                           | Yasutaka Yamamoto              | 5 de abril de 2009           | 27 de septiembre de 2009    | 26   | Adaptación del videojuego desarrollado por SEGA.                                                     |                      |
| 2009 | Fairy Tail                                                   | Shinji Ishihira                | 12 de octubre de 2009        | 30 de marzo de 2013         | 175  | Adaptación del manga escrito e ilustrado por Hiro Mashima. Coproducción junto a Satelight.           |                      |
| 2010 | So Ra No Wo To                                               | Mamoru Kanbe                   | 5 de enero de 2010           | 22 de marzo de 2010         | 12   | Historia original.                                                                                   |                      |
| 2010 | Ōkiku Furikabutte: Natsu no Taikai-hen                       | Tsutomu Mizushima              | 1 de abril de 2010           | 24 de junio de 2010         | 13   | Secuela de Ookiku Furikabutte.                                                                       |                      |
| 2010 | Working!!                                                    | Yoshimasa Hiraike              | 4 de abril de 2010           | 26 de junio de 2010         | 13   | Adaptación del manga yonkoma escrito e ilustrado por Karino Takatsu.                                 |                      |
| 2010 | Senkou no Night Raid                                         | Atsushi Matsumoto              | 6 de abril de 2010           | 29 de junio de 2010         | 13   | Historia original.                                                                                   |                      |
| 2010 | Kuroshitsuji II                                              | Hirofumi Ogura                 | 2 de julio de 2010           | 17 de septiembre de 2010    | 12   | Secuela de Kuroshitsuji.                                                                             |                      |
| 2010 | Seikimatsu Occult Gakuin                                     | Tomohiko Oto                   | 6 de julio de 2010           | 27 de setiembre de 2010     | 13   | Historia original.                                                                                   |                      |
| 2010 | Togainu no Chi                                               | Naoyuki Konno                  | 7 de octubre de 2010         | 23 de diciembre de 2010     | 12   | Adaptación de la novela visual desarrollada por Nitro+chiral.                                        |                      |
| 2011 | Fractale                                                     | Yutaka Yamamoto                | 14 de enero de 2011          | 1 de abril de 2011          | 11   | Historia original. Coproducción junto a Ordet.                                                       |                      |
| 2011 | Ano Hi Mita Hana no Namae wo Bokutachi wa Mada Shiranai.     | Tatsuyuki Nagai                | 15 de abril de 2011          | 24 de junio de 2011         | 11   | Historia original.                                                                                   |                      |
| 2011 | Ao no Exorcist                                               | Tensai Okamura                 | 17 de abril de 2011          | 2 de octubre de 2011        | 25   | Adaptación del manga escrito e ilustrado por Kazue Katō.                                             |                      |
| 2011 | Uta no☆Prince-sama♪: Maji Love 1000%                         | Yū Kō                          | 3 de julio de 2011           | 25 de septiembre de 2011    | 13   | Adaptación de la novela visual desarrollada por Nippon Ichi Software.                                |                      |
| 2011 | The iDOLM@STER                                               | Atsushi Nishigori              | 7 de julio de 2011           | 23 de diciembre de 2011     | 25   | Adaptación del videojuego creado por Bandai Namco Entertainment.                                     |                      |
| 2011 | Working'!!                                                   | Atsushi Ōtsuki                 | 1 de octubre de 2011         | 24 de diciembre de 2011     | 13   | Secuela de Working!!.                                                                                |                      |
| 2012 | Uchū Kyōdai                                                  | Ayumu Watanabe                 | 1 de abril de 2012           | 22 de marzo de 2014         | 99   | Adaptación del manga escrito e ilustrado por Chūya Koyama.                                           |                      |
| 2012 | Tsuritama                                                    | Kenji Nakamura                 | 12 de abril del 2012         | 28 de junio de 2012         | 12   | Historia original.                                                                                   |                      |
| 2012 | Sword Art Online                                             | Tomohiko Itō                   | 8 de julio de 2012           | 23 de diciembre de 2012     | 25   | Adaptación de la novela ligera escrita por Reki Kawahara e ilustradas por Abec.                      |                      |
| 2012 | Shinsekai yori                                               | Masashi Ishihama               | 29 de septiembre de 2012     | 23 de marzo de 2013         | 25   | Adaptación del manga escrito e ilustrado por Yūsuke Kishi.                                           |                      |
| 2012 | Chousoku Henkei Gyrozetter                                   | Shinji Takamatsu Kunihiro Mori | 2 de octubre de 2012         | 24 de septiembre de 2013    | 51   | Adaptación del videojuego creado por Square Enix.                                                    |                      |
| 2012 | Magi: The Labyrinth of Magic                                 | Kōji Masunari                  | 7 de octubre de 2012         | 1 de abril de 2013          | 25   | Adaptación del manga escrito e ilustrado por Shinobu Ohtaka.                                         |                      |
| 2013 | Ore no Kanojo to Osananajimi ga Shuraba Sugiru               | Kanta Kamei                    | 6 de enero de 2013           | 31 de marzo de 2013         | 13   | Adaptación de la novela ligera escrita por Yuji Yuji e ilustradas por Ruroo.                         |                      |
| 2013 | Vividred Operation                                           | Kazuhiro Takamura              | 11 de enero de 2013          | 29 de marzo de 2013         | 12   | Historia original.                                                                                   |                      |
| 2013 | Uta no☆Prince-sama♪: Maji Love 2000%                         | Yū Kō Yūki Ukai                | 4 de abril de 2013           | 27 de junio de 2013         | 13   | Secuela de Uta no☆Prince-sama♪: Maji Love 1000%.                                                     |                      |
| 2013 | Ore no Imouto ga Konnani Kawaii Wake ga Nai.                 | Hiroyuki Kanbe                 | 7 de abril de 2013           | 30 de junio de 2013         | 16   | Adaptación de la novela ligera escrita por Tsukasa Fushimi e ilustradas por Hiro Kanzaki.            |                      |
| 2013 | Servant x Service                                            | Karino Takatsu                 | 5 de julio de 2013           | 27 de septiembre de 2013    | 13   | Adaptación del manga escrito e ilustrado por Shinobu Ohtaka.                                         |                      |
| 2013 | Silver Spoon                                                 | Tomohiko Itō Kotomi Deai       | 11 de julio de 2013          | 19 de septiembre de 2013    | 11   | Adaptación del manga escrito e ilustrado por Hiromu Arakawa.                                         |                      |
| 2013 | Magi: The Kingdom of Magic                                   | Kōji Masunari                  | 6 de octubre de 2013         | 30 de marzo de 2014         | 25   | Secuela de Magi: The Labyrinth of Magic.                                                             |                      |
| 2013 | Galilei Donna                                                | Yasuomi Umetsu                 | 11 de octubre de 2013        | 20 de diciembre de 2013     | 11   | Historia original.                                                                                   |                      |
| 2014 | Silver Spoon 2                                               | Tomohiko Itō Kotomi Deai       | 9 de enero del 2014          | 27 de marzo de 2014         | 11   | Secuela de Silver Spoon.                                                                             |                      |
| 2014 | Sekai Seifuku: Bouryaku no Zvezda                            | Tensai Okamura                 | 12 de enero de 2014          | 30 de marzo de 2014         | 12   | Historia original.                                                                                   |                      |
| 2014 | Fairy Tail (2014)                                            | Shinji Ishihira                | 5 de abril de 2014           | 26 de marzo de 2016         | 102  | Secuela de Fairy Tail. Coproducción junto a Bridge.                                                  |                      |
| 2014 | Ryuugajou Nanana no Maizoukin                                | Kanta Kamei                    | 10 de abril de 2014          | 19 de junio de 2014         | 11   | Adaptación de la novela ligera escrita por Kazuma Ōtorino e ilustradas por Akaringo.                 |                      |
| 2014 | Sword Art Online II                                          | Tomohiko Itō                   | 5 de julio de 2014           | 20 de diciembre de 2014     | 24   | Secuela de Sword Art Online.                                                                         |                      |
| 2014 | Aldnoah.Zero                                                 | Ei Aoki                        | 5 de julio de 2014           | 20 de septiembre de 2014    | 12   | Historia original. Coproducción junto a Troyca.                                                      |                      |
| 2014 | Kuroshitsuji: Book of Circus                                 | Noriyuki Abe                   | 10 de julio de 2014          | 12 de septiembre de 2014    | 10   | Secuela de Kuroshitsuji.                                                                             |                      |
| 2014 | Persona 4 the Golden Animation                               | Seiji Kishi                    | 11 de julio de 2014          | 26 de septiembre de 2014    | 12   | Adaptación del videojuego desarrollado por Atlus.                                                    |                      |
| 2014 | Magic Kaito 1412                                             | Susumu Kudo                    | 4 de octubre de 2014         | 28 de marzo de 2015         | 24   | Adaptación del manga escrito e ilustrado por Gōshō Aoyama.                                           |                      |
| 2014 | Nanatsu no Taizai                                            | Tensai Okamura                 | 5 de octubre de 2014         | 29 de marzo de 2015         | 24   | Adaptación del manga escrito e ilustrado por Nakaba Suzuki.                                          |                      |
| 2014 | Shigatsu wa Kimi no Uso                                      | Kyōhei Ishiguro                | 10 de octubre de 2014        | 19 de marzo de 2015         | 22   | Adaptación del manga escrito e ilustrado por Naoshi Arakawa.                                         |                      |
| 2015 | The iDOLM@STER Cinderella Girls                              | Noriko Takao                   | 10 de enero de 2015          | 17 de octubre de 2015       | 13   | Adaptación del videojuego creado por Bandai Namco Entertainment.                                     |                      |
| 2015 | Aldnoah.Zero 2nd Season                                      | Ei Aoki                        | 10 de enero de 2015          | 28 de marzo de 2015         | 12   | Secuela de Aldnoah.Zero.                                                                             |                      |
| 2015 | Saenai Heroine no Sodatekata                                 | Kanta Kamei                    | 9 de enero de 2015           | 27 de marzo de 2015         | 12   | Adaptación de la novela ligera escrita por Fumiaki Maruto e ilustradas por Kurehito Misaki.          |                      |
| 2015 | Mahou Shoujo Lyrical Nanoha ViVid                            | YŪki Itō                       | 3 de abril de 2015           | 19 de junio de 2015         | 12   | Secuela de Mahou Shoujo Lyrical Nanoha StrikerS.                                                     |                      |
| 2015 | Denpa Kyoushi                                                | Masato Satō                    | 4 de abril de 2015           | 26 de septiembre de 2015    | 24   | Adaptación del manga escrito e ilustrado por Takeshi Azuma.                                          |                      |
| 2015 | Gunslinger Stratos The Animation                             | Shinpei Ezaki                  | 4 de abril de 2015           | 20 de junio de 2015         | 12   | Adaptación del videojuego creado por Square Enix.                                                    |                      |
| 2015 | Uta no☆Prince-sama♪: Maji Love Revolutions                   | Yū Kō Yūki Ukai                | 5 de abril de 2015           | 28 de junio de 2015         | 13   | Adaptación de la novela visual desarrollada por Nippon Ichi Software.                                |                      |
| 2015 | Gate: Jieitai Kanochi nite, Kaku Tatakaeri                   | Takahiko Kyōgoku               | 4 de julio de 2015           | 19 de septiembre de 2015    | 12   | Adaptación de la novela ligera escrita por Takumi Yanai e ilustradas por Daisuke Izuka.              |                      |
| 2015 | Working!!!                                                   | Yumi Kamakura                  | 4 de julio de 2015           | 26 de diciembre del 2015    | 14   | Secuela de Working'!!.                                                                               |                      |
| 2015 | The iDOLM@STER Cinderella Girls 2nd Season                   | Noriko Takao                   | 18 de julio de 2015          | 17 de octubre de 2015       | 12   | Secuela de The iDOLM@STER Cinderella Girls.                                                          |                      |
| 2015 | Gakusen Toshi Asterisk                                       | Manabu Ono Kenji Seto          | 3 de octubre de 2015         | 19 de diciembre de 2015     | 12   | Adaptación de la novela ligera escrita por Yuu Miyazaki e ilustradas por Okiura.                     |                      |
| 2015 | Subete ga F ni Naru                                          | Mamoru Kanbe                   | 8 de octubre de 2015         | 17 de diciembre de 2015     | 11   | Adaptación de la novela ligera escrita por Hiroshi Mori.                                             |                      |
| 2016 | Boku dake ga Inai Machi                                      | Tomohiko Itō                   | 8 de enero de 2016           | 24 de marzo de 2016         | 12   | Adaptación del manga escrito e ilustrado por Kei Sanbe.                                              |                      |
| 2016 | Gate: Jieitai Kanochi nite, Kaku Tatakaeri 2nd Season        | Takahiko Kyōgoku               | 9 de enero de 2016           | 26 de marzo de 2016         | 12   | Secuela de Gate: Jieitai Kanochi nite, Kaku Tatakaeri.                                               |                      |
| 2016 | Hai to Gensou no Grimgar                                     | Ryosuke Nakamura               | 11 de enero de 2016          | 28 de marzo de 2016         | 12   | Adaptación de la novela ligera escrita por Ao Jūmonji e ilustradas por Eiri Shirai.                  |                      |
| 2016 | Gyakuten Saiban: Sono "Shinjitsu", Igi Ari!                  | Ayumu Watanabe                 | 2 de abril de 2016           | 24 de septiembre de 2016    | 24   | Adaptación del videojuego desarrollado por CAPCOM.                                                   |                      |
| 2016 | Gakusen Toshi Asterisk 2nd Season                            | Manabu Ono Kenji Seto          | 2 de abril de 2016           | 18 de junio de 2016         | 12   | Secuela de Gakusen Toshi Asterisk.                                                                   |                      |
| 2016 | B-Project: Kodou*Ambitious                                   | Eiji Suganuma                  | 3 de julio de 2016           | 25 de septiembre de 2016    | 12   | Historia original.                                                                                   | [ 14 ]               |
| 2016 | Qualidea Code                                                | Kenichi Kawamura               | 9 de julio de 2016           | 24 de septiembre de 2016    | 12   | Historia original.                                                                                   |                      |
| 2016 | Nanatsu no Taizai: Seisen no Shirushi                        | Tomokazu Tokoro                | 28 de agosto de 2016         | 18 de septiembre de 2016    | 4    | Secuela de Nanatsu no Taizai.                                                                        |                      |
| 2016 | WWW.Working!!                                                | Yumi Kamakura                  | 1 de octubre de 2016         | 24 de diciembre de 2016     | 13   | Spin-off de Working!!!.                                                                              | [ 15 ]               |
| 2016 | Uta no☆Prince-sama♪: Maji Love Legend Star                   | Takeshi Furuta                 | 2 de octubre de 2016         | 25 de diciembre de 2016     | 13   | Adaptación de la novela visual desarrollada por Nippon Ichi Software.                                |                      |
| 2016 | Occultic;Nine                                                | Kyōhei Ishiguro Miyuki Kuroki  | 9 de octubre de 2016         | 25 de diciembre de 2016     | 12   | Adaptación de la novela ligera escrita por Chiyomaru Shikura e ilustradas por pako.                  |                      |
| 2017 | Ao no Exorcist: Kyoto Fujouou-hen                            | Kōichi Hatsumi                 | 7 de enero de 2017           | 25 de marzo de 2017         | 12   | Secuela de Ao no Exorcist.                                                                           |                      |
| 2017 | Demi-chan wa Kataritai                                       | Ryō Andō                       | 7 de enero de 2017           | 25 de junio de 2017         | 12   | Adaptación del manga escrito e ilustrado por Petos.                                                  |                      |
| 2017 | Granblue Fantasy The Animation                               | Ayako Kurata Yūki Itō          | 2 de abril de 2017           | 25 de junio de 2017         | 13   | Adaptación del videojuego desarrollado por Cygames.                                                  | [ 16 ]               |
| 2017 | Eromanga-sensei                                              | Ryōhei Takeshita               | 8 de abril de 2017           | 24 de junio de 2017         | 12   | Adaptación de la novela ligera escrita por Tsukasa Fushimi e ilustradas por Hiro Kanzaki.            |                      |
| 2017 | Saenai Heroine no Sodatekata ♭                               | Kanta Kamei                    | 6 de abril de 2017           | 23 de junio de 2017         | 11   | Secuela de Saenai Heroine no Sodatekata.                                                             |                      |
| 2017 | Fate/Apocrypha                                               | Yoshiyuki Asai                 | 2 de julio de 2017           | 31 de diciembre de 2017     | 25   | Adaptación de la novela visual desarrollada por Type-Moon.                                           |                      |
| 2017 | The iDOLM@STER SideM                                         | Miyuki Kuroki                  | 7 de octubre de 2017         | 30 de diciembre de 2017     | 13   | Secuela de The iDOLM@STER Prologue SideM: Episode of Jupiter.                                        |                      |
| 2017 | Blend S                                                      | Ryōji Masuyama                 | 8 de octubre de 2017         | 24 de diciembre de 2017     | 12   | Adaptación del manga yonkoma escrito e ilustrado por Miyuki Nakayama.                                |                      |
| 2018 | Grancrest Senki                                              | Mamoru Hatakeyama              | 6 de enero de 2018           | 23 de junio de 2018         | 24   | Adaptación de la novela ligera escrita por Ryo Mizuno e ilustradas por Miyū.                         | [ 17 ]               |
| 2018 | Nanatsu no Taizai: Imashime no Fukkatsu                      | Takeshi Furuta                 | 13 de enero de 2018          | 30 de junio de 2018         | 24   | Secuela de Nanatsu no Taizai: Seisen no Shirushi.                                                    |                      |
| 2018 | Gyakuten Saiban: Sono "Shinjitsu", Igi Ari! 2nd Season       | Manabu Ono Kenji Seto          | 6 de octubre de 2018         | 30 de marzo de 2019         | 23   | Secuela de Gyakuten Saiban: Sono "Shinjitsu", Igi Ari!.                                              |                      |
| 2018 | Darling in the FranXX                                        | Atsushi Nishigori              | 13 de enero de 2018          | 7 de julio de 2018          | 24   | Historia original. Coproducción junto a Trigger y CloverWorks.                                       |                      |
| 2018 | Persona 5 the Animation                                      | Masashi Ishihama               | 7 de abril de 2018           | 29 de septiembre de 2018    | 26   | Adaptación del videojuego desarrollado por Atlus.                                                    |                      |
| 2018 | Wotaku ni Koi wa Muzukashii                                  | Yoshimasa Hiraike              | 13 de abril de 2018          | 21 de junio de 2018         | 11   | Adaptación del web manga escrito e ilustrado por Fujita.                                             | [ 18 ]               |
| 2018 | Sword Art Online: Alicization                                | Manabu Ono                     | 7 de octubre de 2018         | 30 de marzo de 2019         | 24   | Secuela de Sword Art Online la Película: Ordinal Scale.                                              |                      |
| 2018 | Fairy Tail: Final Series                                     | Shinji Ishihira                | 7 de octubre de 2018         | 29 de septiembre de 2019    | 51   | Secuela de Fairy Tail (2014). Coproducción junto a Bridge y CloverWorks.                             |                      |
| 2019 | Kaguya-sama wa Kokurasetai: Tensai-tachi no Renai Zunousen   | Mamoru Hatakeyama              | 12 de enero de 2019          | 30 de marzo de 2019         | 12   | Adaptación del manga escrito e ilustrado por Aka Akasaka.                                            | [ 19 ]               |
| 2019 | Sword Art Online: Alicization - War of Underworld            | Manabu Ono                     | 6 de octubre de 2019         | 29 de diciembre de 2019     | 12   | Secuela de Sword Art Online: Alicization.                                                            |                      |
| 2020 | 22/7                                                         | Takao Abo                      | 11 de enero de 2020          | 28 de marzo de 2020         | 12   | Parte del proyecto multimedia idol girl group 22/7 de Yasushi Akimoto, Aniplex y Sony Music Records. |                      |
| 2020 | Kaguya-sama wa Kokurasetai? Tensai-tachi no Ren'ai Zunōsen   | Mamoru Hatakeyama              | 11 de abril de 2020          | 27 de junio de 2020         | 12   | Secuela de Kaguya-sama wa Kokurasetai: Tensai-tachi no Renai Zunousen.                               |                      |
| 2020 | Sword Art Online: Alicization - War of Underworld 2nd Season | Manabu Ono                     | 5 de julio de 2020           | 20 de septiembre de 2020    | 11   | Secuela de Sword Art Online: Alicization - War of Underworld.                                        |                      |
| 2020 | Hypnosis Mic: Division Rap Battle - Rhyme Anima              | Katsumi Ono                    | 3 de octubre de 2020         | 26 de diciembre de 2020     | 13   | Parte del proyecto multimedia Hypnosis Mic: Division Rap Battle de King Records.                     |                      |
| 2020 | Senyoku no Sigrdrifa                                         | Hirotaka Tokuda                | 3 de octubre de 2020         | 26 de diciembre de 2020     | 12   | Historia original.                                                                                   |                      |
| 2021 | 86: Eighty-Six                                               | Toshimasa Ishii                | 11 de abril de 2021          | 20 de junio de 2021         | 11   | Adaptación de la novela ligera escrita por Asato Asato e ilustradas por Shirabi.                     | [ 20 ]               |
| 2021 | Visual Prison                                                | Takeshi Furuta Tomoya Tanaka   | 9 de octubre de 2021         | 25 de diciembre de 2021     | 12   | Historia original.                                                                                   | [ 21 ]               |
| 2021 | 86: Eighty-Six Part 2                                        | Toshimasa Ishii                | 3 de octubre de 2021         | 19 de marzo de 2022         | 12   | Secuela de 86: Eighty-Six.                                                                           | [ 22 ]               |
| 2022 | Kaguya-sama wa Kokurasetai -Ultra Romantic-                  | Mamoru Hatakeyama              | 8 de abril de 2022           | 24 de junio de 2022         | 13   | Secuela de Kaguya-sama wa Kokurasetai? Tensai-tachi no Ren'ai Zunōsen.                               | [ 23 ]               |
| 2022 | Lycoris Recoil                                               | Shingo Adachi                  | 2 de julio de 2022           | 24 de septiembre de 2022    | 13   | Historia original.                                                                                   | [ 24 ]               |
| 2022 | Engage Kiss                                                  | Tomoya Tanaka                  | 2 de julio de 2022           | 24 de septiembre de 2022    | 13   | Historia original.                                                                                   | [ 25 ]               |
| 2023 | Nier: Automata Ver1.1a                                       | Ryōji Masuyama                 | 8 de enero de 2023           | 23 de julio de 2023         | 12   | Adaptación del videojuego desarrollado por PlatinumGames.                                            | [ 26 ]               |
| 2023 | Mashle                                                       | Tomoya Tanaka                  | 8 de abril de 2023           | 1 de julio de 2023          | 12   | Adaptación del manga escrito e ilustrado por Hajime Kōmoto.                                          | [ 27 ]               |
| 2023 | Hypnosis Mic: Division Rap Battle - Rhyme Anima +            | Katsumi Ono                    | 7 de octubre de 2023         | 30 de diciembre de 2023     | 13   | Secuela de Hypnosis Mic: Division Rap Battle - Rhyme Anima.                                          | [ 28 ]               |
| 2023 | Atarashii Jōshi wa Do Tennen                                 | Noriyuki Abe                   | 7 de octubre de 2023         | 23 de diciembre de 2023     | 12   | Adaptación del manga escrito e ilustrado por Dan Ichikawa.                                           | [ 29 ] [ 30 ]        |
| 2024 | Mashle: Kami Satoru-sha Kōho Senbatsu Shiken-hen             | Tomoya Tanaka                  | 6 de enero de 2024           | 30 de marzo de 2024         | 12   | Secuela de Mashle.                                                                                   | [ 31 ] [ 32 ]        |
| 2024 | Solo Leveling                                                | Shunsuke Nakashige             | 7 de enero de 2024           | 31 de marzo de 2024         | 12   | Adaptación de la novela coreana escrita por Chugong.                                                 | [ 33 ] [ 34 ]        |
| 2024 | Nier: Automata Ver1.1a Part 2                                | Ryōji Masuyama                 | 5 de julio de 2024           | 27 de septiembre de 2024    | 12   | Secuela de Nier: Automata Ver1.1a.                                                                   | [ 35 ] [ 36 ] [ 37 ] |
| 2024 | Make Heroine ga Ōsugiru!                                     | Shōtarō Kitamura               | 14 de julio de 2024          | 28 de septiembre de 2024    | 12   | Adaptación de la novela ligera escrita por Takibi Amamori e ilustradas por Imigimuru.                | [ 38 ] [ 39 ]        |
| 2024 | Sword Art Online Alternative Gun Gale Online II              | Masayuki Sakoi                 | 5 de octubre de 2024         | 21 de diciembre de 2024     | 12   | Secuela de Sword Art Online Alternative Gun Gale Online.                                             | [ 40 ] [ 41 ]        |
| 2025 | Solo Leveling Season 2: Arise from the Shadow                | Shunsuke Nakashige             | 5 de enero de 2025           | 30 de marzo de 2025         | 13   | Secuela de Solo Leveling.                                                                            | [ 42 ] [ 43 ]        |
| 2025 | Fate/strange Fake                                            | Shun Enokido Takahito Sakazume | 2025                         | —                           | —    | Adaptación de la novela ligera escrita por Ryōgo Narita e ilustrada por Morii Shizuki.               | [ 44 ] [ 45 ]        |
| 2026 | Grow Up Show: Himawari no Circus-dan                         | Kanta Kamei                    | 2026                         | —                           | —    | Historia original. Coproducción junto a Psyde Kick Studio.                                           | [ 46 ]               |

### Películas
| Año  | Título                                                          | Director(es)                     | Duración | Notas                                                                                       | Refs.  |
| ---- | --------------------------------------------------------------- | -------------------------------- | -------- | ------------------------------------------------------------------------------------------- | ------ |
| 2010 | Uchū Show e Yōkoso                                              | Kōji Masunari                    | 136m     | Historia original.                                                                          | [ 47 ] |
| 2012 | Fairy Tail Movie 1: Houou no Miko                               | Masaya Fujimori                  | 86m      | Adaptación del manga escrito e ilustrado por Hiro Mashima. Coproducción junto a Satelight.  |        |
| 2012 | Ao no Exorcist Movie                                            | Atsushi Takahashi                | 88m      | Adaptación del manga escrito e ilustrado por Kazue Katō.                                    |        |
| 2013 | Saint☆Oniisan                                                   | Noriko Takao                     | 89m      | Adaptación del manga escrito e ilustrado por Hikaru Nakamura.                               |        |
| 2013 | Ano Hi Mita Hana no Namae wo Bokutachi wa Mada Shiranai. Movie  | Tatsuyuki Nagai                  | 99m      | Secuela de Ano Hi Mita Hana no Namae wo Bokutachi wa Mada Shiranai..                        |        |
| 2014 | The iDOLM@STER Movie: Kagayaki no Mukougawa e!                  | Atsushi Nishigori                | 121m     | Secuela de The iDOLM@STER Shiny Festa.                                                      |        |
| 2014 | Persona 3 the Movie 2: Midsummer Knight's Dream                 | Tomohisa Taguchi                 | 98m      | Secuela de Persona 3 The Movie: No. 1, Spring of Birth.                                     |        |
| 2014 | Uchuu Kyoudai: Number Zero                                      | Ayumu Watanabe                   | 95m      | Adaptación del manga escrito e ilustrado por Chūya Koyama.                                  |        |
| 2015 | Persona 3 the Movie 3: Falling Down                             | Keitaro Motonaga                 | 87m      | Secuela de Persona 3 the Movie 2: Midsummer Knight's Dream.                                 |        |
| 2015 | Kokoro ga Sakebitagatterunda                                    | Tatsuyuki Nagai                  | 119m     | Historia original.                                                                          |        |
| 2016 | Glass no Hana to Kowasu Sekai                                   | Masashi Ishihama                 | 67m      | Historia original.                                                                          |        |
| 2016 | Persona 3 the Movie 4: Winter of Rebirth                        | Tomohisa Taguchi                 | 105m     | Secuela de Persona 3 the Movie 3: Falling Down.                                             |        |
| 2016 | Dōkyūsei                                                        | Shōko Nakamura                   | 60m      | Adaptación del manga escrito e ilustrado por Asumiko Nakamura.                              |        |
| 2017 | Kuroshitsuji Movie: Book of the Atlantic                        | Noriyuki Abe                     | 100m     | Secuela de Kuroshitsuji: Book of Murder.                                                    |        |
| 2017 | Sword Art Online la Película: Ordinal Scale                     | Tomohiko Itō                     | 119m     | Adaptación de la novela ligera escrita por Reki Kawahara e ilustradas por Abec.             |        |
| 2017 | Fairy Tail Movie 2: Dragon Cry                                  | Tatsuma Minamikawa               | 84m      | Adaptación del manga escrito e ilustrado por Hiro Mashima.                                  |        |
| 2018 | Nanatsu no Taizai: Tenkū no Torawarebito                        | Noriyuki Abe Yasuto Nishikata    | 99m      | Adaptación del manga escrito e ilustrado por Nakaba Suzuki.                                 |        |
| 2019 | Uta no☆Prince-sama♪ Maji Love Kingdom Movie                     | Takeshi Furuta Tomoka Nagaoka    | 84m      | Secuela de Uta no☆Prince-sama♪ Maji Love Legend Star.                                       |        |
| 2020 | High School Fleet Movie                                         | Yuu Nobuta Jun Nakagawa          | 103m     | Historia original.                                                                          | [ 48 ] |
| 2020 | Omoi, Omoware, Furi, Furare                                     | Toshimasa Kuroyanagi             | 102m     | Adaptación del manga escrito e ilustrado por Io Sakisaka.                                   |        |
| 2021 | Sword Art Online: Progressive Movie - Hoshi Naki Yoru no Aria   | Ayako Kōno                       | 97m      | Adaptación de la novela ligera escrita por Reki Kawahara e ilustradas por Abec.             |        |
| 2022 | Uta no☆Prince-sama♪ Movie: Maji Love ST☆RISH Tours              | Chika Nagaoka                    | 102m     | Adaptación de las novelas visuales desarrolladas por Nippon Ichi Software.                  |        |
| 2022 | Sword Art Online: Progressive Movie - Kuraki Yuuyami no Scherzo | Ayako Kōno                       | 100m     | Secuela de Sword Art Online: Progressive Movie - Hoshi Naki Yoru no Aria.                   | [ 49 ] |
| 2022 | Kagami no Kojō                                                  | Keiichi Hara                     | 116m     | Adaptación de la novela escrita por Mizuki Tsujimura.                                       | [ 50 ] |
| 2022 | Kaguya-sama: Love is War -First Kiss wa Owaranai-               | Mamoru Hatakeyama                | 96m      | Secuela de Kaguya-sama wa Kokurasetai -Ultra Romantic-.                                     | [ 51 ] |
| 2025 | Uta no☆Prince-sama♪ Movie: Taboo Night XXXX                     | Jōji Furuta Akiko Seki           | 56m      | Secuela de Uta no☆Prince-sama♪ Movie: Maji Love ST☆RISH Tours.                              | [ 52 ] |
| 2026 | Kusunoki no Bannin                                              | Tomohiko Itō                     | —        | Adaptación de la novela escrita por Keigo Higashino.                                        | [ 53 ] |
| —    | Eisen Flügel                                                    | Seiji Mizushima Daizen Komatsuda | —        | Adaptación de la novela ligera escrita por Gen Urobuchi e ilustradas por Higashiguchi Chūō. | [ 54 ] |

### ONAs
| Año  | Título                                                  | Director(es)                      | Fecha de primera transmisión | Fecha de última transmisión | Eps. | Notas                                                                                                  | Refs.  |
| ---- | ------------------------------------------------------- | --------------------------------- | ---------------------------- | --------------------------- | ---- | --- | ------ |
| 2014 | Toki wa Meguru: Tokyo Station                           | Atsushi Matsumoto Naomichi Yamato | 24 de junio de 2014          | 24 de junio de 2014         | 1    | Historia original.                                                                                     | [ 55 ] |
| 2015 | Gunslinger Stratos The Animation: Kikan/Kaze no Yukue   | Ezaki Shinpei                     | 20 de junio de 2015          | 20 de junio de 2015         | 1    | Versión web del episodio 12 de Gunslinger Stratos The Animation.                                       |        |
| 2016 | Brotherhood: Final Fantasy XV                           | Sōichi Masui                      | 31 de marzo de 2016          | 18 de septiembre de 2016    | 5    | Adaptación del videojuego desarrollado por Square Enix.                                                | [ 56 ] |
| 2017 | Demi-chan wa Kataritai: Demi-chan no Natsuyasumi        | Ryō Andō                          | 29 de junio de 2017          | 29 de junio de 2017         | 1    | Secuela de Demi-chan wa Kataritai.                                                                     |        |
| 2024 | Sword Art Online Alternative: Gun Gale Online II - Gala | Masayuki Sakoi                    | 27 de septiembre de 2024     | 27 de septiembre de 2024    | 1    | Adaptación de la novela ligera escrita por Keiichi Sigsawa. Spin-off relacionado con Sword Art Online. |        |
| 2025 | Lycoris Recoil: Friends are Thieves of Time.            | Shingo Adachi                     | 16 de abril de 2025          | 21 de mayo de 2025          | 6    | Seis cortometrajes que narran la vida cotidiana de Chisato, Takina y sus amigos.                       | [ 57 ] |

### OVAs
| Año  | Título                                                        | Director(es)      | Fecha de primera transmisión | Fecha de última transmisión | Eps. | Notas                                                              | Refs.         |
| ---- | ------------------------------------------------------------- | ----------------- | ---------------------------- | --------------------------- | ---- | ------------------------------------------------------------------ | ------------- |
| 2009 | Final Fantasy VII: On the Way to a Smile - Episode: Denzel    | Shinji Ishihira   | 16 de abril de 2009          | 16 de abril de 2009         | 1    | Adaptación de la novela escrita por Kazushige Nojima.              | [ 58 ]        |
| 2009 | Tetsuwan Birdy Decode: The Cipher                             | Kazuki Akane      | 22 de julio de 2009          | 22 de julio de 2009         | 1    | Secuela de Tetsuwan Birdy Decode.                                  |               |
| 2009 | Tonari no 801-chan R                                          | Yutaka Yamamoto   | 10 de septiembre de 2009     | 10 de septiembre de 2009    | 1    | Adaptación del manga escrito e ilustrado por Ajiko Kojima.         | [ 59 ]        |
| 2010 | Ōkiku Furikabutte: Natsu no Scorebook                         | Tsutomu Mizushima | 24 de marzo de 2010          | 24 de marzo de 2010         | 2    | Capítulos recopilatorios de Ōkiku Furikabutte.                     |               |
| 2011 | Senjō no Valkyria 3: Tagatame no Jūsō                         | Nobuhiro Kondō    | 13 de abril de 2011          | 29 de junio de 2011         | 2    | Adaptación del videojuego desarrollado por Sega.                   | [ 60 ]        |
| 2011 | Fairy Tail OVA                                                | Shinji Ishihira   | 15 de abril de 2011          | 17 de junio de 2013         | 5    | Historia original de Fairy Tail. Coproducción junto a Satelight.   |               |
| 2012 | The iDOLM@STER Shiny Festa                                    | Atsushi Nishigori | 25 de octubre de 2012        | 25 de octubre de 2012       | 3    | Secuela de The iDOLM@STER: 765 Pro to Iu Monogatari.               |               |
| 2012 | Saint☆Oniisan                                                 | Noriko Takao      | 3 de diciembre de 2012       | 23 de agosto de 2013        | 2    | Adaptación del manga escrito e ilustrado por Hikaru Nakamura.      | [ 61 ] [ 62 ] |
| 2013 | Fairy Tail x Rave                                             | Shinji Ishihira   | 16 de agosto de 2013         | 16 de agosto de 2013        | 1    | Crossover entre Fairy Tail y Rave. Coproducción junto a Satelight. | [ 63 ]        |
| 2015 | Kuroshitsuji: Book of Murder                                  | Noriyuki Abe      | 28 de enero de 2015          | 25 de febrero de 2015       | 2    | Secuela de Kuroshitsuji: Book of Circus.                           | [ 64 ]        |
| 2015 | Shigatsu wa Kimi no Uso: Moments                              | Kazuya Iwata      | 15 de mayo de 2015           | 15 de mayo de 2015          | 1    | Episodio incluido con el volumen 11 del manga.                     | [ 65 ]        |
| 2015 | Nanatsu no Taizai OVA                                         | Tensai Okamura    | 17 de junio de 2015          | 12 de agosto de 2015        | 2    | Episodios incluidos con los volúmenes 15 y 16 del manga.           | [ 66 ]        |
| 2016 | Fairy Tail OVA (2016)                                         | Jun'ichi Kitamura | 17 de mayo de 2016           | 16 de diciembre de 2016     | 3    | Episodios incluidos con los volúmenes 55, 58 y 59 del manga.       |               |
| 2017 | Ao no Exorcist: Kyoto Fujōō-hen OVA                           | Kōichi Hatsumi    | 4 de abril de 2017           | 4 de octubre de 2017        | 2    | Episodios incluidos con los volúmenes 19 y 20 del manga.           |               |
| 2018 | Nanatsu no Taizai: Eiyū-tachi wa Hashagu                      | Takeshi Furuta    | 16 de noviembre de 2018      | 16 de noviembre de 2018     | 1    | Episodio incluido con el volumen 34 del manga.                     |               |
| 2019 | Eromanga Sensei OVA                                           | Ryōhei Takeshita  | 16 de enero de 2019          | 16 de enero de 2019         | 2    | Historia original de Eromanga Sensei.                              |               |
| 2019 | Wotaku ni Koi wa Muzukashii OVA                               | Yoshimasa Hiraike | 29 de marzo de 2019          | 14 de octubre de 2021       | 3    | Historia original de Fairy Tail. Coproducción junto a Lapin Track. | [ 67 ]        |
| 2021 | Kaguya-sama wa Kokurasetai? Tensai-tachi no Renai Zunōsen OVA | Shinichi Omata    | 19 de mayo de 2021           | 19 de mayo de 2021          | 1    | Episodio incluido con el volumen 22 del manga.                     | [ 68 ]        |

### Especiales
| Año  | Título                                                      | Director(es)                   | Fecha de primera transmisión | Fecha de última transmisión | Eps. | Notas                                                                                  | Refs.  |
| ---- | ----------------------------------------------------------- | ------------------------------ | ---------------------------- | --------------------------- | ---- | -------------------------------------------------------------------------------------- | ------ |
| 2008 | Takane no Jitensha                                          | Masashi Ikeda                  | 6 de julio de 2008           | 6 de julio de 2008          | 1    | Historia original.                                                                     | [ 69 ] |
| 2009 | Kannagi: Moshimo Kannagi ga Attara...                       | Yutaka Yamamoto                | 27 de mayo de 2009           | 27 de mayo de 2009          | 1    | Episodio no emitido incluido en el volumen 7 del DVD.                                  |        |
| 2010 | Senkō no Night Raid Specials                                | Atsushi Matsumoto              | 23 de junio de 2010          | 22 de diciembre de 2010     | 3    | Episodios inéditos incluidos en los volúmenes de BD/DVD.                               |        |
| 2011 | Ao no Exorcist: Kuro no Iede                                | Hideaki Ōba                    | 26 de octubre de 2011        | 26 de octubre de 2011       | 1    | Historia original de Ao no Exorcist.                                                   | [ 70 ] |
| 2013 | Uta no☆Prince-sama♪ Maji Love 2000%: Shining Star Xmas      | Yū Kō                          | 25 de diciembre de 2013      | 25 de diciembre de 2013     | 1    | Episodio no emitido incluido en los séptimos volúmenes de Blu-ray y DVD.               |        |
| 2013 | Sword Art Online: Extra Edition                             | Tomohiko Itō                   | 31 de diciembre de 2013      | 31 de diciembre de 2013     | 1    | Secuela de Sword Art Online.                                                           | [ 71 ] |
| 2017 | Saenai Heroine no Sodatekata ♭: Koi to Junjō no Service-kai | Kanta Kamei                    | 6 de abril de 2017           | 6 de abril de 2017          | 1    | Secuela de Saenai Heroine no Sodatekata.                                               |        |
| 2020 | 22/7: 8＋3=?                                                | Takao Abo                      | 16 de septiembre de 2020     | 16 de septiembre de 2020    | 1    | Episodio incluido en el volumen 6 del Blu-ray.                                         |        |
| 2023 | Fate/strange Fake: Whispers of Dawn                         | Shun Enokido Takahito Sakazume | 2 de julio de 2023           | 2 de julio de 2023          | 1    | Adaptación de la novela ligera escrita por Ryōgo Narita e ilustrada por Morii Shizuki. | [ 72 ] |
| 2025 | Aldnoah.Zero: Ame no Danshō - The Penultimate Truth         | Ei Aoki                        | 26 de marzo de 2025          | 26 de marzo de 2025         | 1    | Episodio incluido en los volúmenes de Blu-ray y DVD.                                   | [ 73 ] |

### Videos musicales
| Año  | Título  | Cantante(s)              | Fecha de lanzamiento  | Refs.  |
| ---- | ------- | ------------------------ | --------------------- | ------ |
| 2016 | Shelter | Porter Robinson y Madeon | 18 de octubre de 2016 | [ 74 ] |